# Баранович Георгій Прокопович
Баранович Георгій Прокопович (*1776, Смоляж — †р., м. см. невід.) — хоровий диригент, педагог, автор навчальної літератури. Навчався в Києво-Могилянській академії.

## Біографія
Навчався в сім'ї священика, отця Прокопа Григоровича Барановича та Ксенії Василівни. Рід Барановичів належав до давньої української шляхти, предки яких вкорінилися з XIV століття в Заушанській волості поблизу Овруча, Київського воєводства у Великому князівстві Литовському. По матері — небіж ректора Києво-Могилянської академії Ф. Слонецького.
Від 1790 навчався у Чернігівській семінарії, 1796–1802 за підтримки Ф. Слонецького продовжив освіту в Києво-Могилянській академії, в класах філософії та богослов'я. Опанував, крім основних дисциплін, грецьку, французьку та німецьку мови, арифметику, історію, географію, красномовство, сільську та побутову (домашню) економіку.
Під час навчання, з 1799, викладав спів у нотному ірмолойному класі при Київському Братському монастирі, був регентом студійного хору КМА.
З 2 вересня 1800 митрополит Київський і Галицький Г. Банулеско-Бодоні, за поданням ректора Ф. Слонецького, призначив Барановича учителем заново відкритого в Києво-Могилянській академії класу ірмолойного співу, вчителем нижчого класу французької мови, викладання якої відновилося того ж року. Ці обов'язки він виконував до 16 вересня 1804, коли вийшов з академічної корпорації у зв'язку з рукоположениям у священицький сан (у Києво-Печерській Лаврі).
Автор навчальних посібників, так званих «первоначальных учебных книг в тетрадях», за якими він і викладав у класі ірмолойного співу: «Ирмологион по печерскому напеву» та «Правила для нотного и ирмолойного пения».

## Архіви
- ДАКО, ф. 782, оп. 1, спр, 303, арк. 8-11, 16-18 (1803);
- ЦДІАК України, ф. 1711, оп. 1, спр. 120, арк, 13зв.